# Shutoku-ji
 (avril 2025).
Si vous disposez d'ouvrages ou d'articles de référence ou si vous connaissez des sites web de qualité traitant du thème abordé ici, merci de compléter l'article en donnant les références utiles à sa vérifiabilité et en les liant à la section « Notes et références ».
Le Shutoku-ji (守徳寺, shutoku-ji) est un temple bouddhiste situé dans la ville de Tsukuba (préfecture d'Ibaraki). Il appartient à l'école Sōtō, l'une des trois écoles du bouddhisme zen japonais. Le nom de montagne (山号, sangō?) du temple est Ganki-san (岩崎山?). Le bouddha qui y est principalement vénéré est Shaka Nyorai, autrement dit le Bouddha originel, Sakyamuni. Le nom du temple était à l'origine Keiki-zan Shotoku-ji.

## Histoire
Le temple a été construit pour commémorer la mémoire de la mère du seigneur féodal Iwasaki Kageyu Saemon, Keishun Myo Keishinobu (décédée le 14 mars 1534).
Il a été détruit par un incendie pendant l'ère Kyōhō et le nom de montagne a été changé en Ganki-san.

## Biens culturels
Deux statues du Bouddha couché font partie des trésors du temple. L'une a été offerte par Tadakoshi Jingobei en juillet 1685 et l'autre a été créée par le 10e Koshi Shochoichi en janvier 1762.
Il y a également une statue de Benten réalisée à partir des cendres d'un rituel goma éxécuté par Kūkai au temple d'Enoshima.

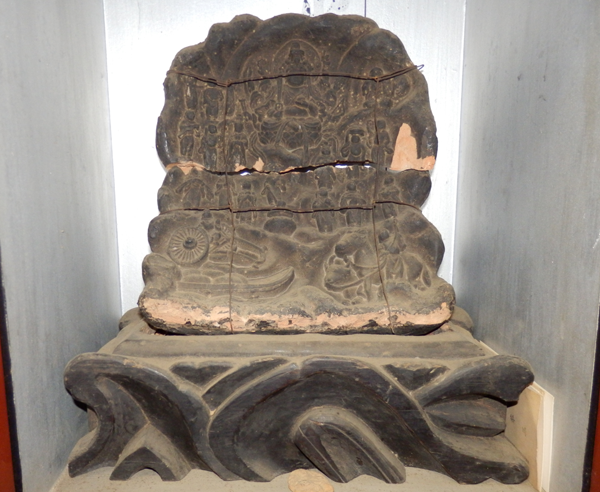
La statue de Benten. Elle est exposée dans le hall principal (hondô) du temple Shutoku-ji et est ouverte au public.

## Emplacement
1468 Shimo-Iwasaki, Tsukuba-shi, Ibaraki-ken.

## Accès en transports
- Les gares d'Ushiku, de Ryukesaki-shi et de Fujishiro de la ligne Joban de la compagnie East Japan Railway (JR East) se trouvent toutes à 10 minutes en voiture.
- 15 minutes en voiture de la gare de Midorino sur le Metropolitan New Transit Railway Tsukuba Express[3].

## Note de bas de page
- (ja) Cet article est partiellement ou en totalité issu de l’article de Wikipédia en japonais intitulé « 守徳寺 » (voir la liste des auteurs).

1. 1 2  (ja) « 曹洞宗 守徳寺について », sur shutokuji (consulté le 24 avril 2025)
2. ↑  (ja) « 守徳寺の境内 », sur shutokuji (consulté le 24 avril 2025)
3. 1 2  (ja) « 守徳寺 アクセス », sur shutokuji (consulté le 24 avril 2025)